# Shadows Collide with People
Shadows Collide With People este un album solo al chitaristului american John Frusciante.